# Wyżnia Przełączka pod Ptakiem
Wyżnia Przełączka pod Ptakiem (niem. Kleine Buchentalscharte, Westliche Vogelscharte, słow. Malá bučinová štrbina, węg. Nyugati-Madár-csorba) – położona na wysokości ok. 2125 m przełęcz w długiej wschodniej grani Świnicy w polskich Tatrach Wysokich, w grupie Buczynowych Turni, pomiędzy Małą Buczynową Turnią a Ptakiem.
Przełączka przez długi czas nie miała nazwy ani wśród miejscowych pasterzy, ani pierwszych turystów. W przewodniku W.H. Paryskiego pojawiła się pod nazwą Mała Buczynowa Przełączka i od tej polskiej nazwy pochodzą nazwy przełączki w języku słowackim, węgierskim i niemieckim. Władysław Cywiński w 18. tomie swojego szczegółowego przewodnika Tatry zwrócił uwagę na jej błędność. Nieprawidłowe jest zarówno podwójne zdrobnienie, jak i wiązanie tego obiektu z Dolinką Buczynową – przełączka nie znajduje się nad nią, lecz bezpośrednio nad Doliną Roztoki. Cywiński wprowadził więc nazwę Wyżnia Przełączka pod Ptakiem, wybraną spośród czterech propozycji po konsultacjach z ekspertami.
W południowym kierunku opada z niej płytka i trawiasta depresja do jednej z odnóg Żlebu pod Krzyżnem, na północ, do Pańszczycy schodzi z niej stromy żleb przecięty trzema progami. Przełęcz jest łatwiej dostępna od strony Doliny Roztoki albo z grani. Dla turystów jest niedostępna (szlak Orlej Perci prowadzi zboczem, ok. 30 m poniżej przełęczy).
Pierwsze odnotowane wejścia:

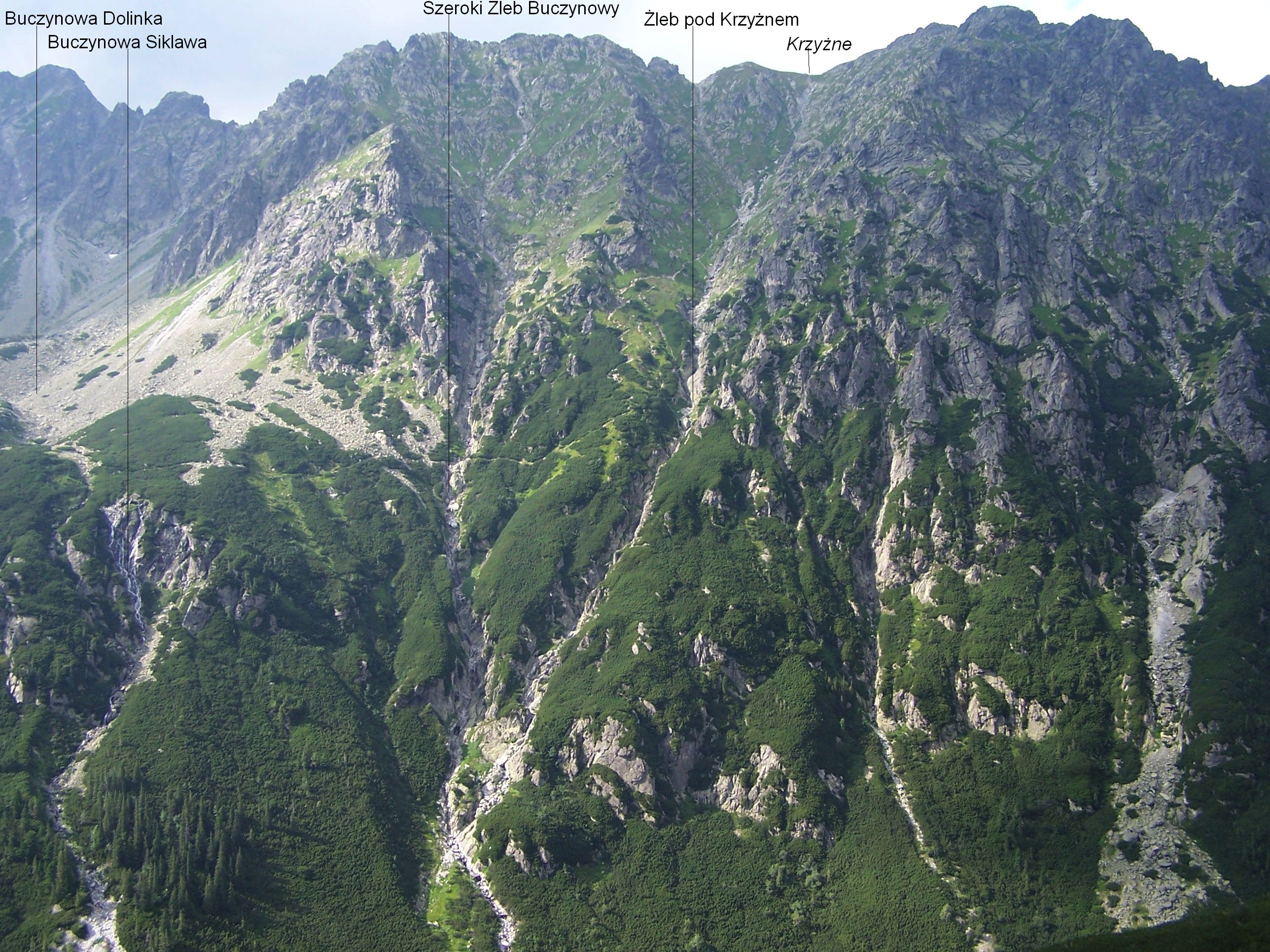
Widok na przełączkę ze Świstowej Czuby

- latem – Roman Kordys, 5 lipca 1908 r.[2],
- żlebem latem – Kazimierz Piotrowski, Mieczysław Świerz, 14 lipca 1920 r.,
- żlebem zimą – Jerzy Mitkiewicz, Stanisław Szpil, 22 kwietnia 1946 r.[3]